# Polyptychoides
Polyptychoides este un gen de molii din familia Sphingidae. 

## Specii
- Polyptychoides afarissaque - Darge, 2004
- Polyptychoides assimilis - Rothschild & Jordan 1903
- Polyptychoides cadioui - Darge, 2005
- Polyptychoides digitatus - (Karsch 1891)
- Polyptychoides erosus - (Jordan 1923)
- Polyptychoides grayii - (Walker 1856)
- Polyptychoides insulanus - Darge, 2004
- Polyptychoides mbarikensis - Darge & Minetti, 2005
- Polyptychoides niloticus - (Jordan 1921)
- Polyptychoides obtusus - Darge, 2004
- Polyptychoides politzari - Darge & Basquin, 2005
- Polyptychoides ruaha - Darge, 2004
- Polyptychoides septentrionalis - Darge, 2004
- Polyptychoides vuattouxi - Pierre 1989